# موزه هنر شهرستان لس آنجلس
موزه هنر شهر لس آنجلس (انگلیسی: Los Angeles County Museum of Art) یا لَکما  (انگلیسی: LACMA)  یک موزه هنری واقع در ویلشر بلوارد در لس آنجلس، آمریکا است. این موزه بزرگترین موزهٔ هنری در غرب آمریکاست و سالانه بالغ بر یک میلیون بازدیدکننده را به خود جذب می‌کند. این موزه ۱۲۰ هزار شیء هنری از دوران باستان تا مدرن را در خود جای داده است.

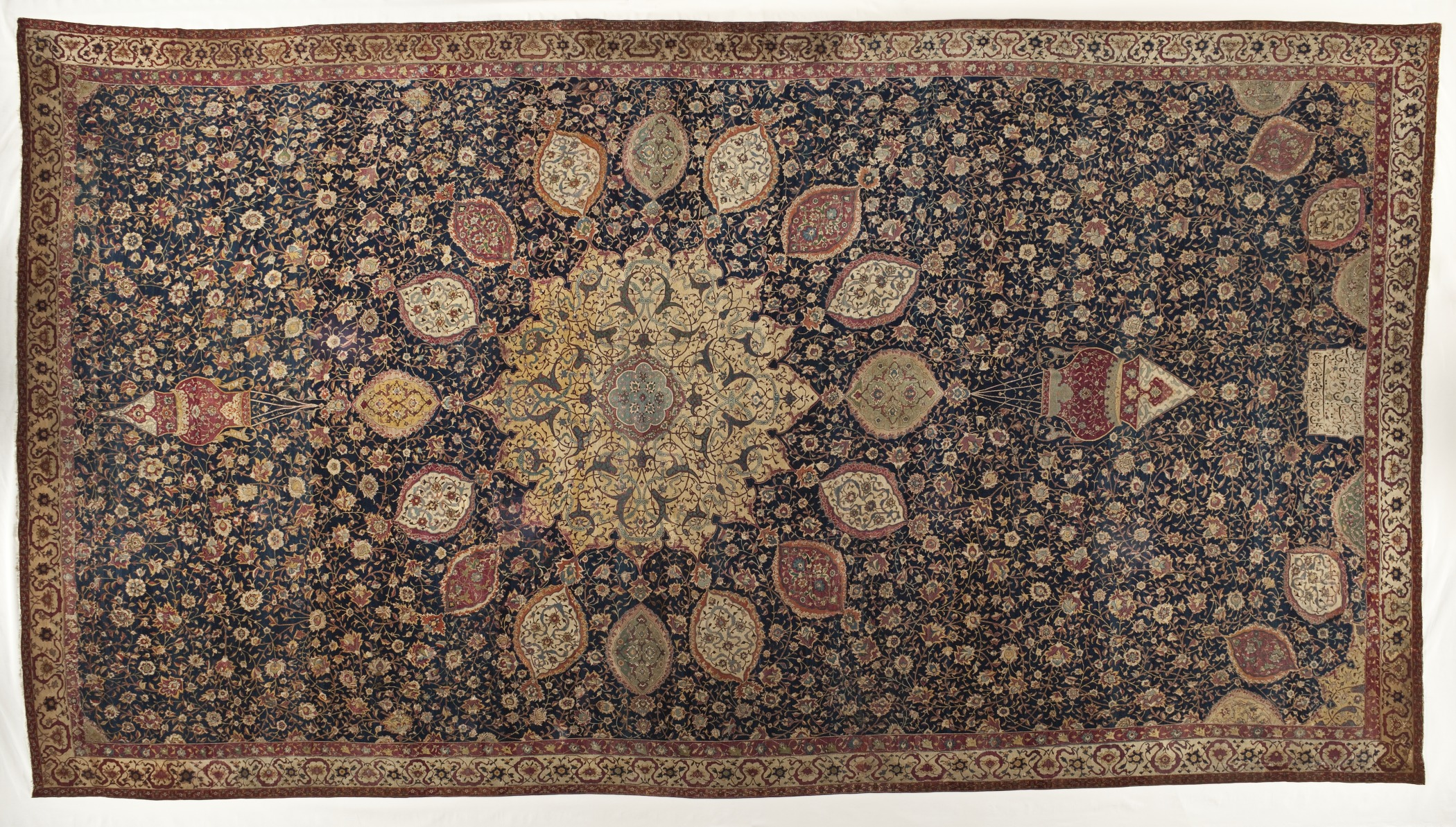
نگاره‌ای از یکی از دو جفت قالی اردبیل که اکنون در موزهٔ هنر شهرستان لس آنجلس نگه‌داری می‌شود. جفت نخست و کامل‌تر این قالی در موزه ویکتوریا و آلبرت نگه‌داری می‌شود. این قالی که در سال ۹۴۶ هجری قمری تمام شده‌است برعکس نسخه نخست، حاشیه پهن ندارد و بافندهٔ آن استاد مقصود کاشانی است. شعر «جز آستان توام در جهان پناهی نیست. سر مرا به جز این در حواله گاهی نیست.» از حافظ شیرازی بر آن نقش بسته‌است.

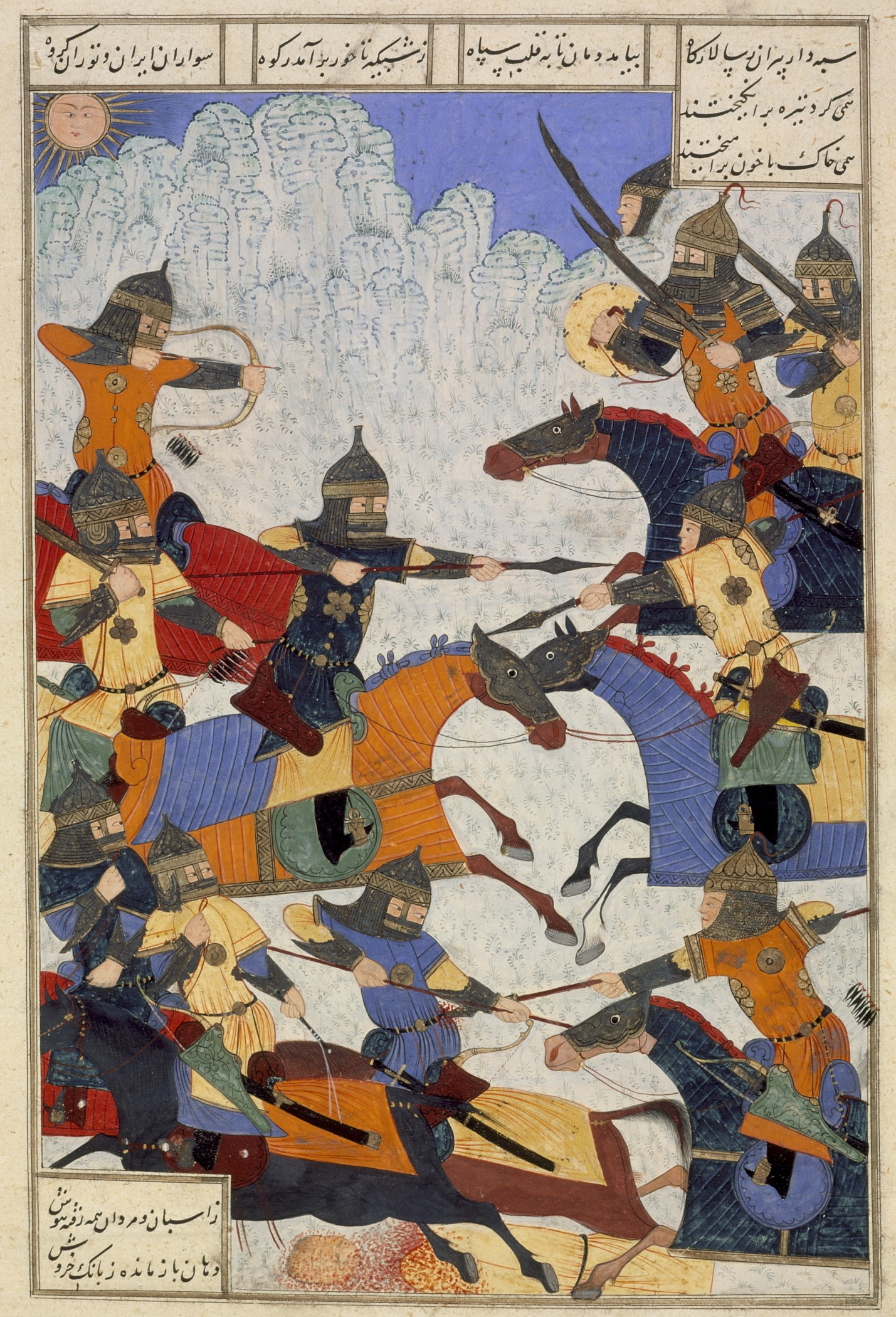
جنگ گیو با لهاک و فرشیدورد، در شاهنامهٔ فردوسی چاپ گیلان، ۱۴۹۴ میلادی. نگهداری شده در موزه هنر شهرستان لس آنجلس

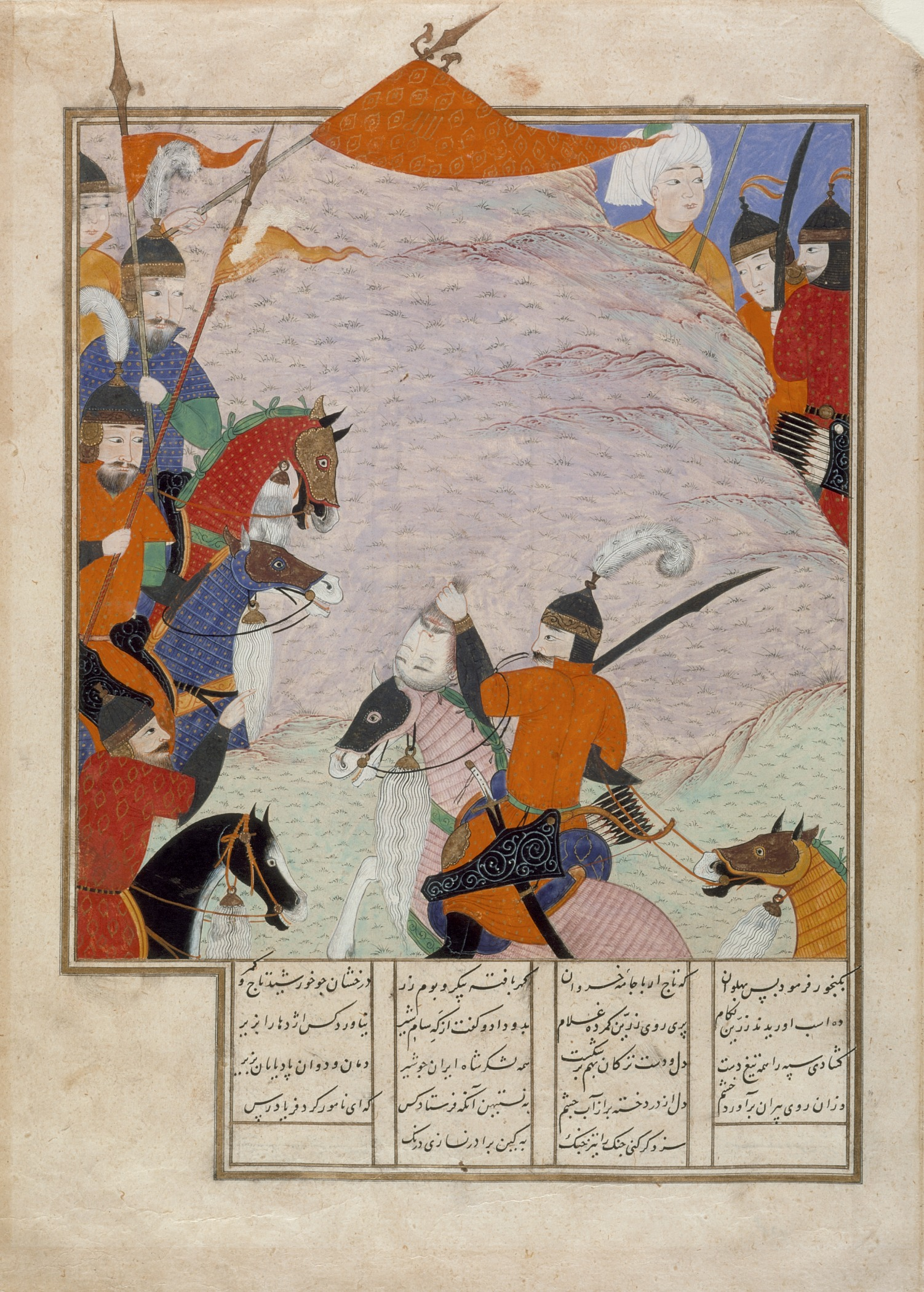
بیژن سر هومان را باز می‌آورد، در شاهنامهٔ فردوسی چاپ گیلان، ۱۴۹۴ میلادی. نگهداری شده در موزه هنر شهرستان لس آنجلس

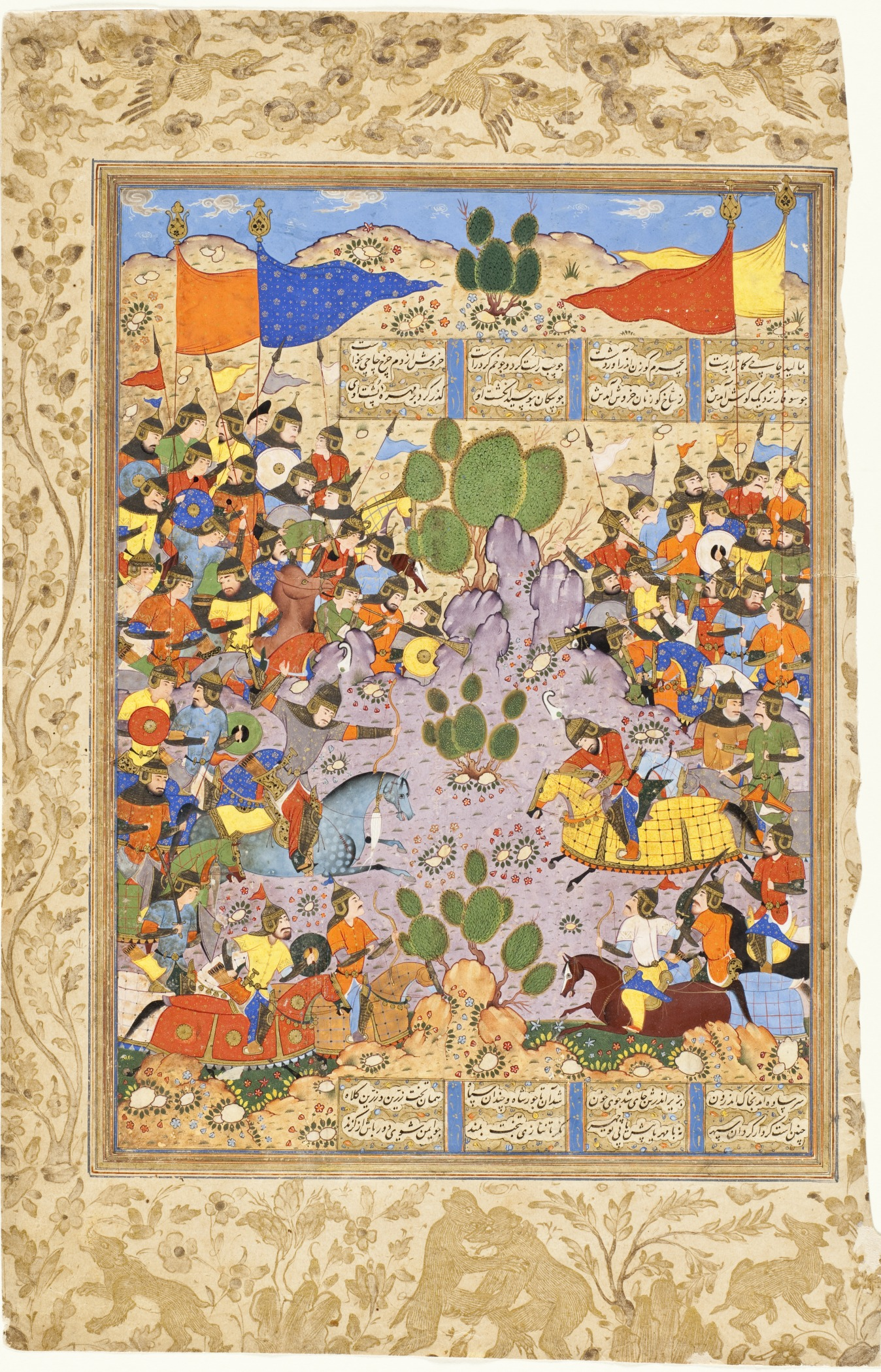
نبرد بهرام چوبین با ساوه‌شاه در شاهنامه فردوسی که در موزه هنر شهرستان لس آنجلس نگهداری می شود.

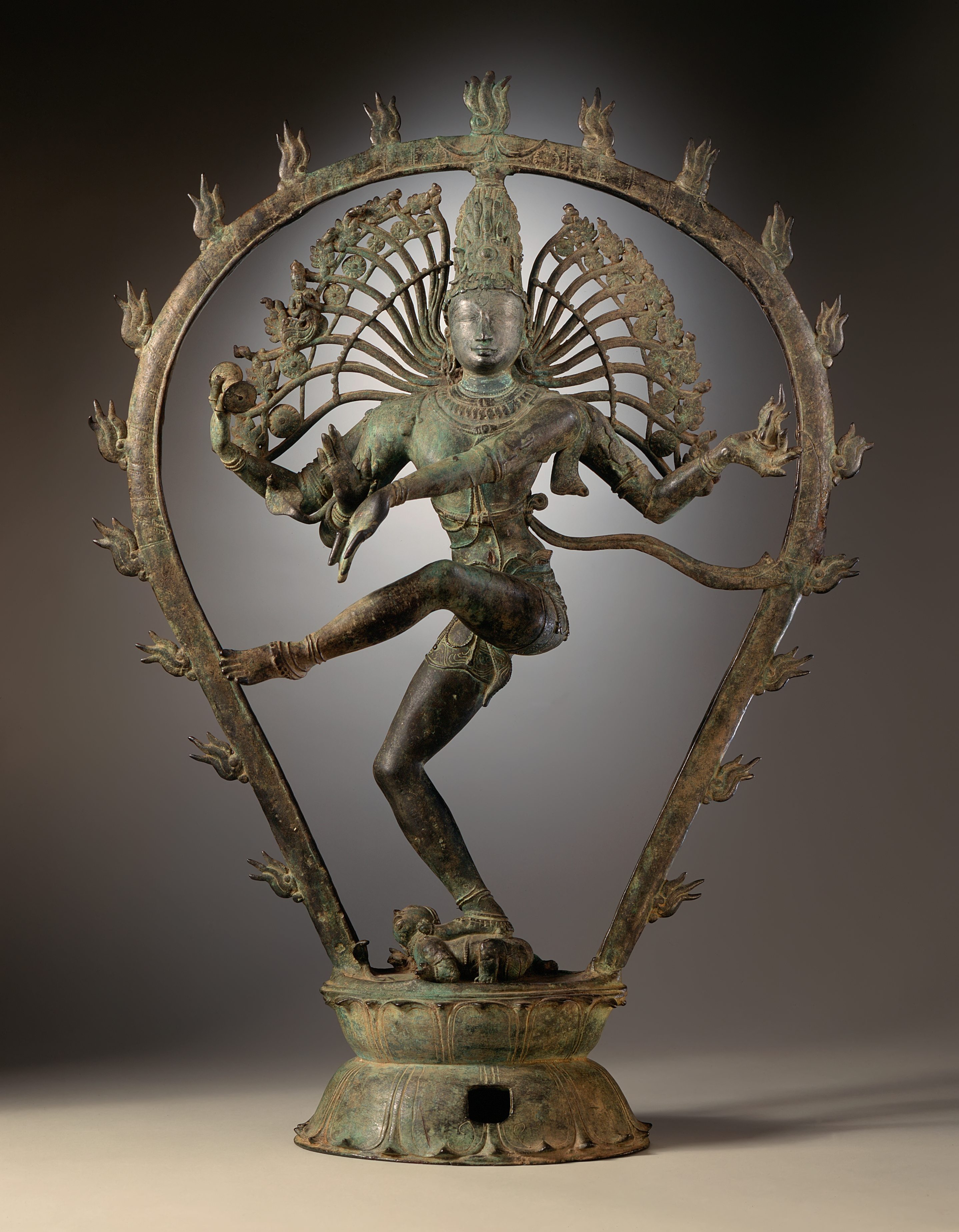
یک تندیس برنزی از شیوا، پادشاه رقص، مربوط به سدهٔ ۱۰ میلادی در زمان دودمان چولا در جنوب هند. این تندیس اکنون در مالکیت موزه هنر شهرستان لس آنجلس قرار دارد.

## کلکسیون
تابلوی نقاشی صخره‌نشین‌ها، اثر جرج بلوز نخستین نقاشی خریداری‌شده برای کلکسیون موزه هنر شهرستان لس آنجلس بود.
همچنین در کلکسیون هنر مدرن و معاصر این موزه آثار قابل توجهی از هنرمندان ایرانی همچون فیروز زاهدی، شادی قدیریان، سیامک فیلی‌زاده، کاوه گلستان، بهمن محصص، نیوشا توکلیان، طرلان رفیعی، عباس کوثری، صادق تیرافکن، یاشار صمیمی مفخم، پرویز تناولی، احمد عالی، هنگامه گلستان، سیراک ملکنیان، نازگل انصاری‌نیا و بهمن جلالی نگهداری می شود. 

## نگارخانه

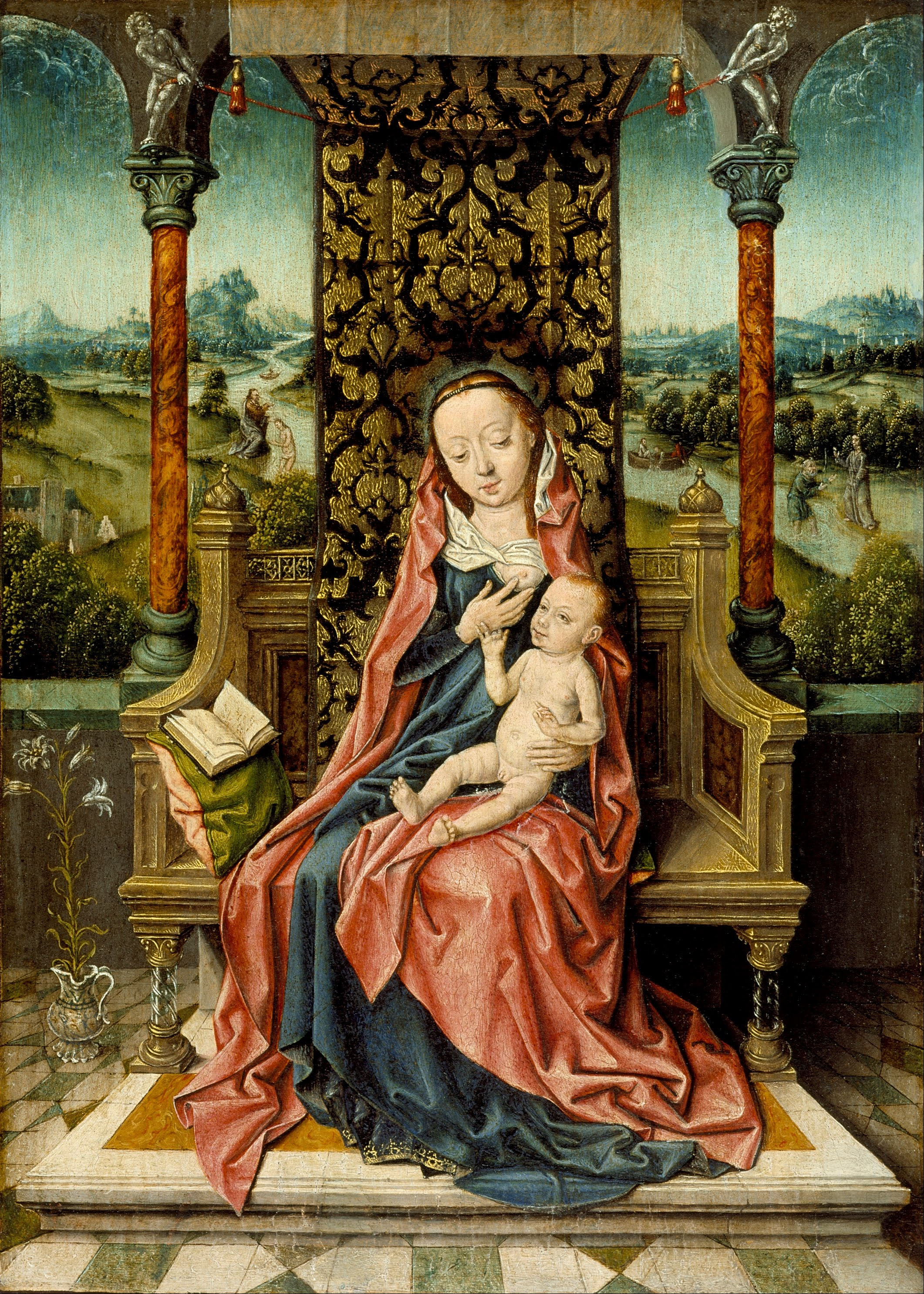
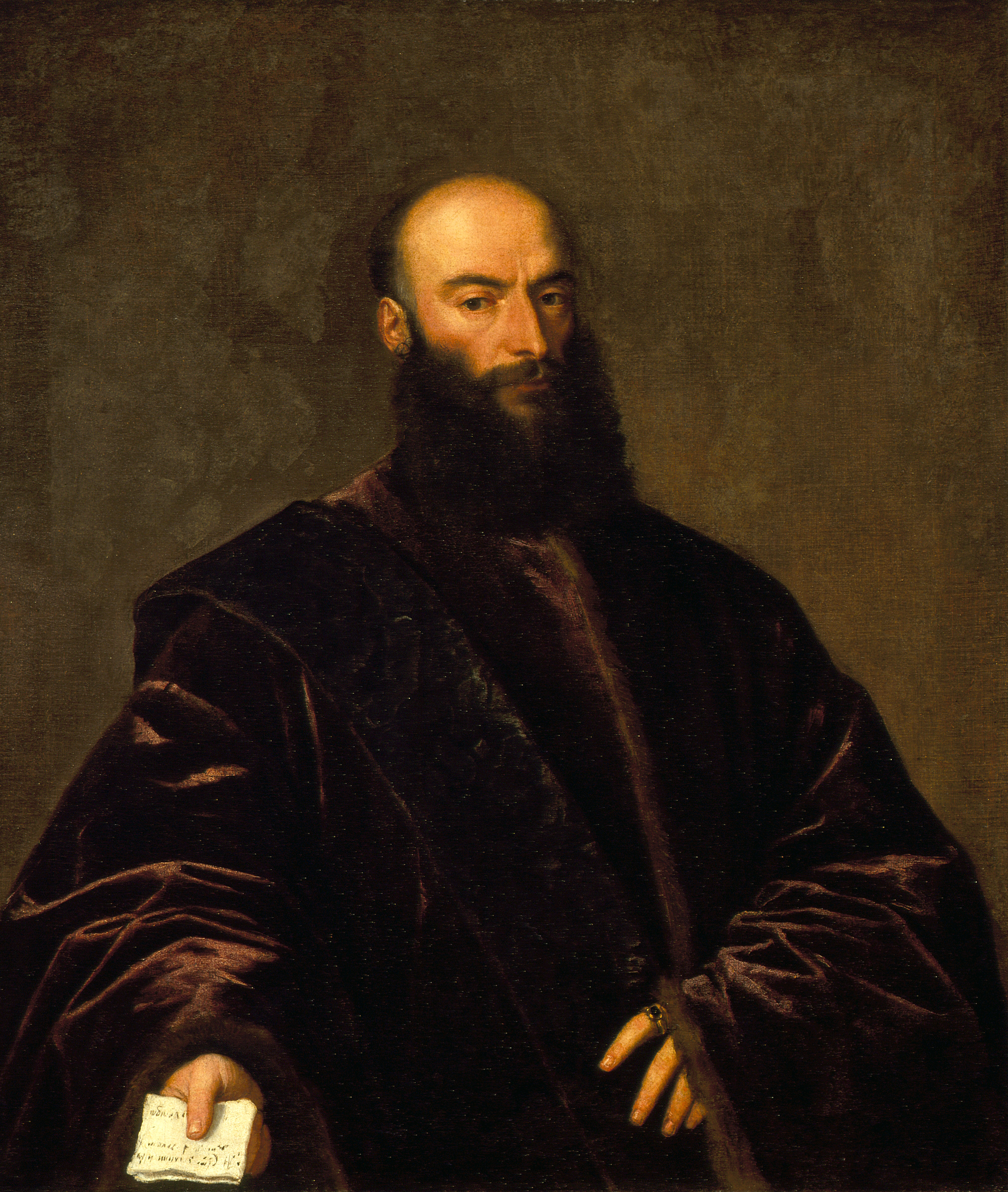
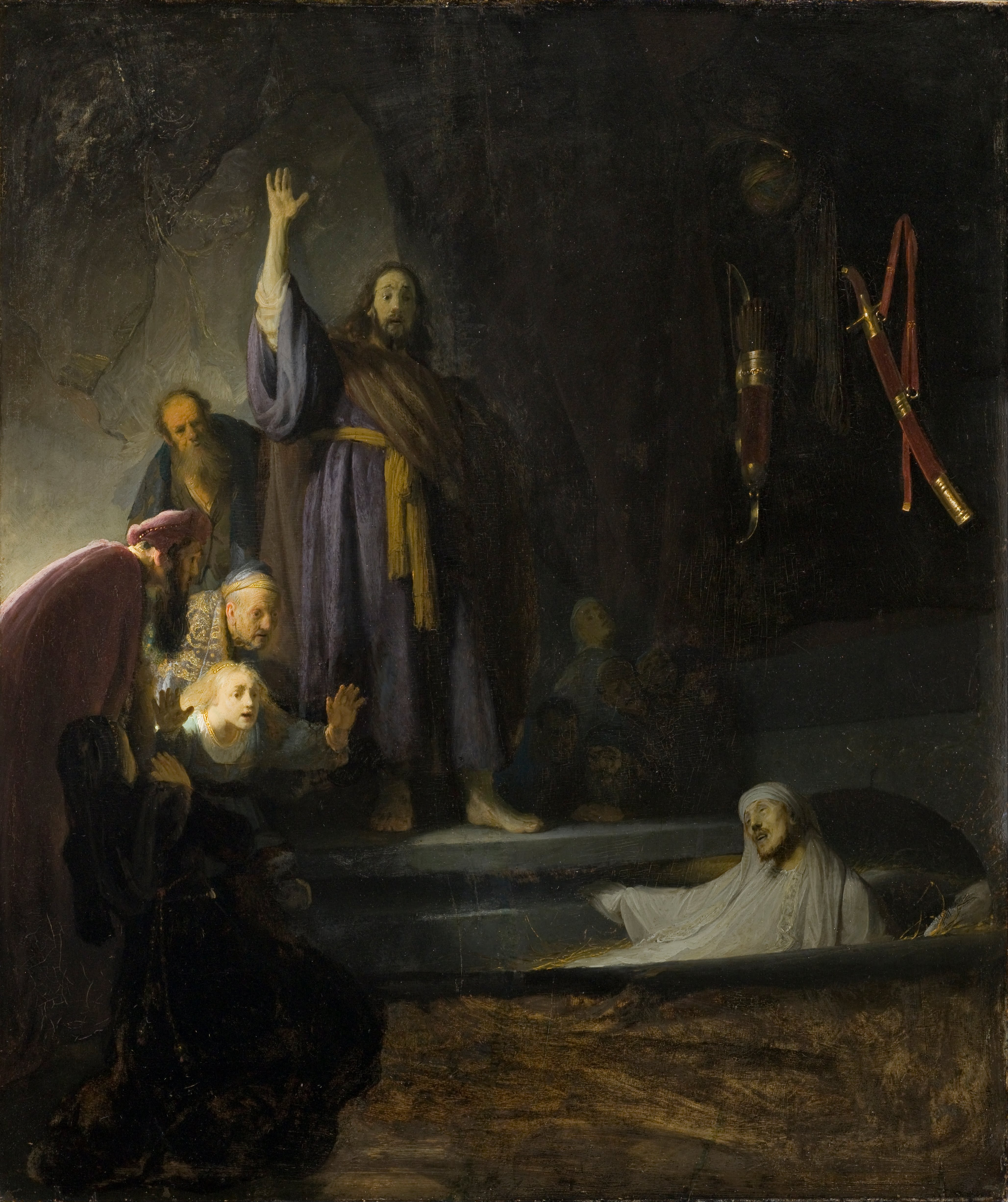
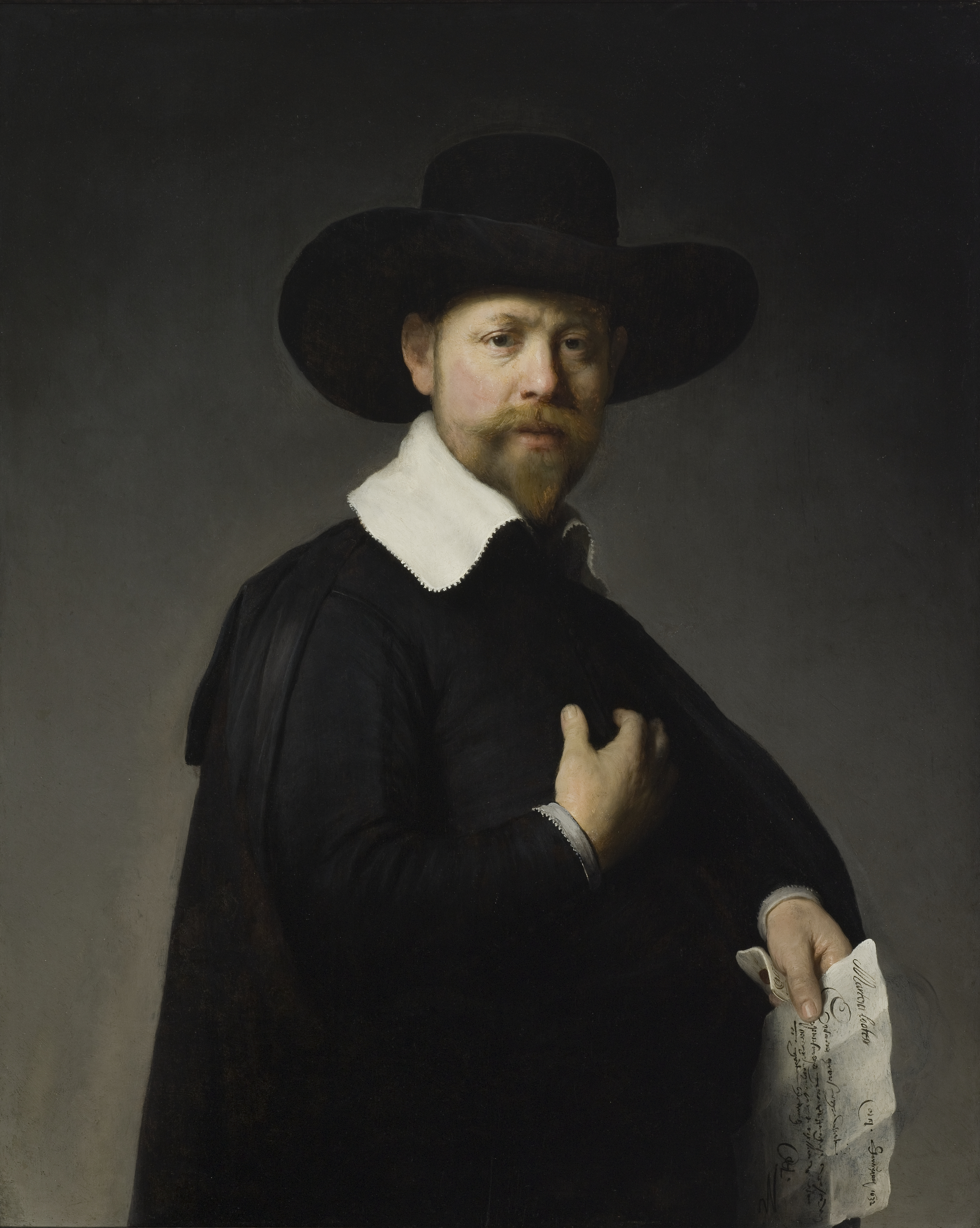
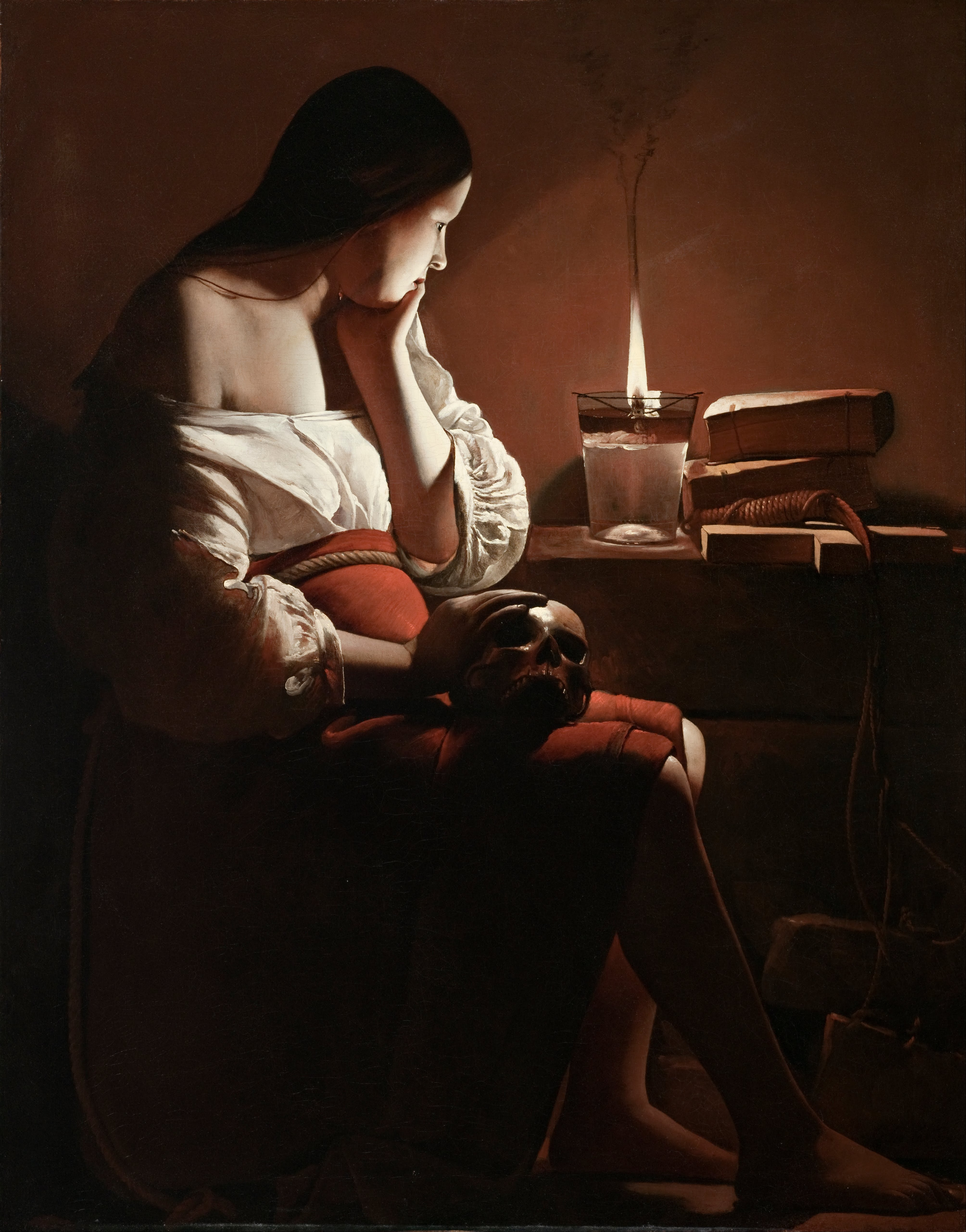
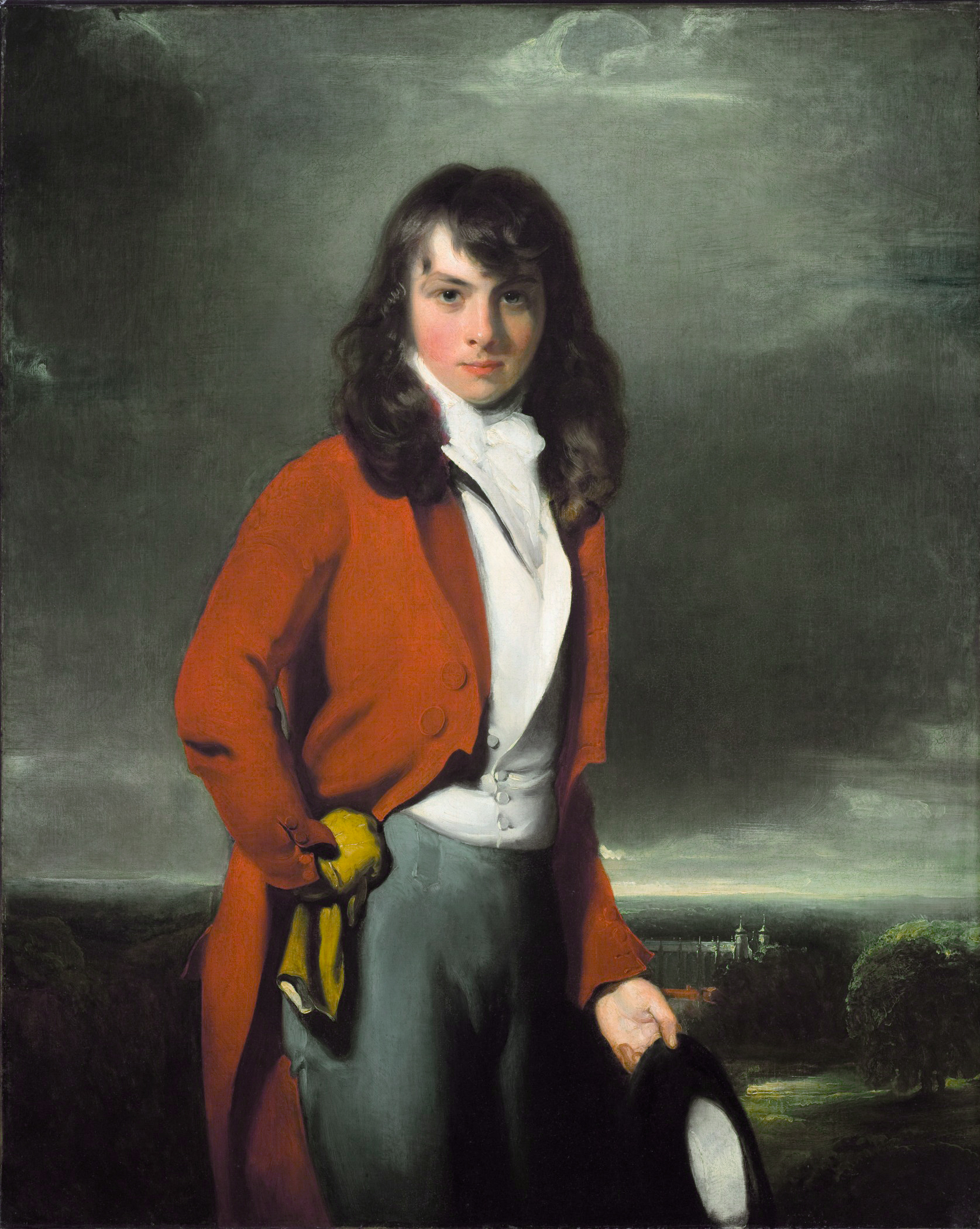
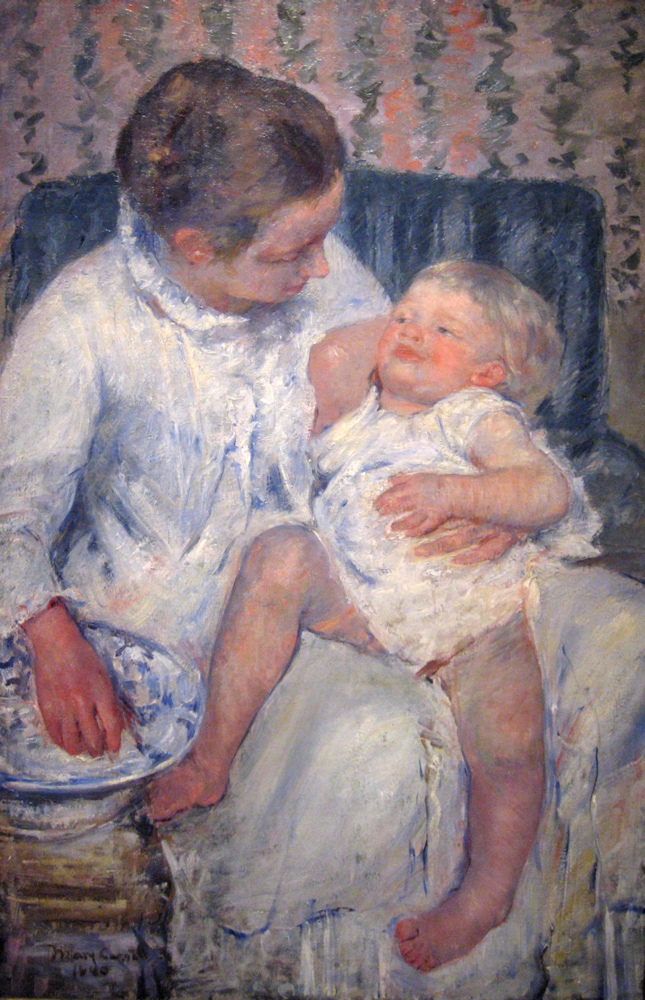
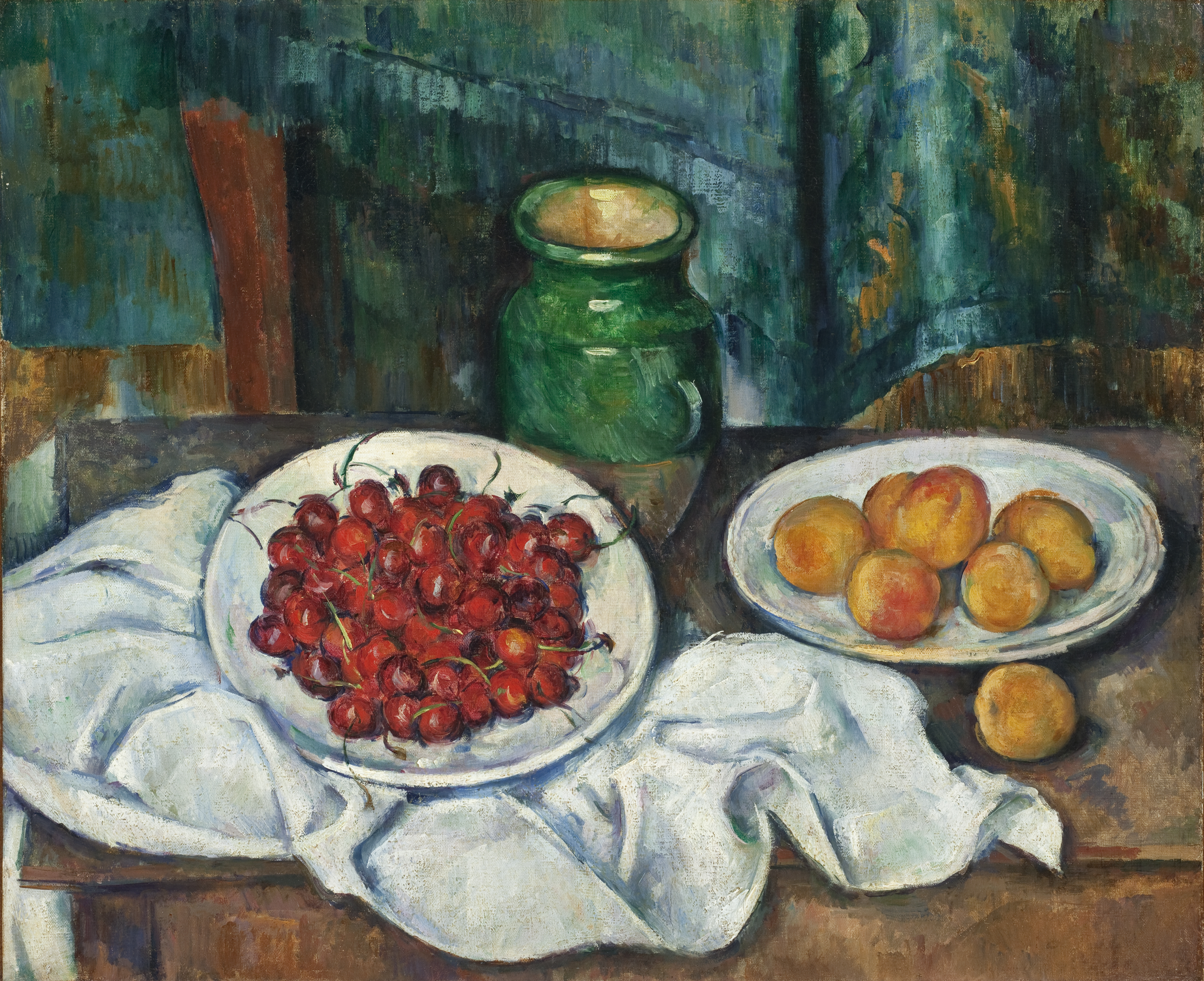
طبیعت بی‌جان با گیلاس‌ها و هلوها بین ۱۸۸۵ و ۱۸۸۷ م. پل سزان
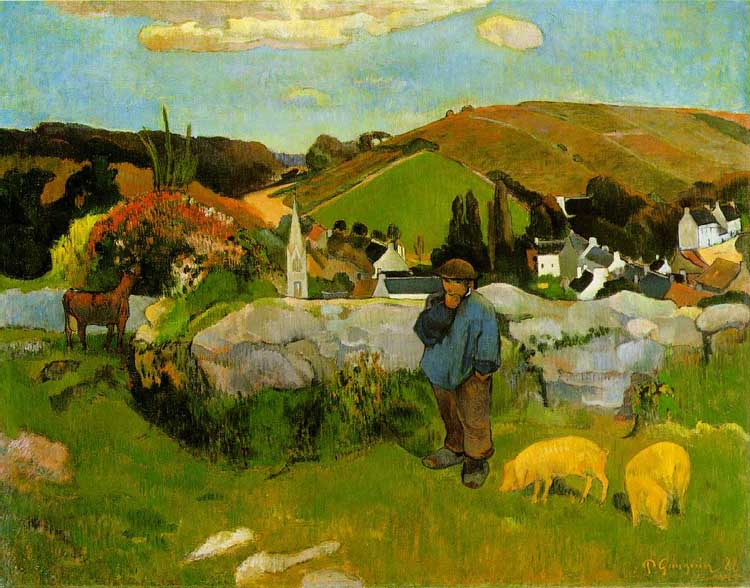
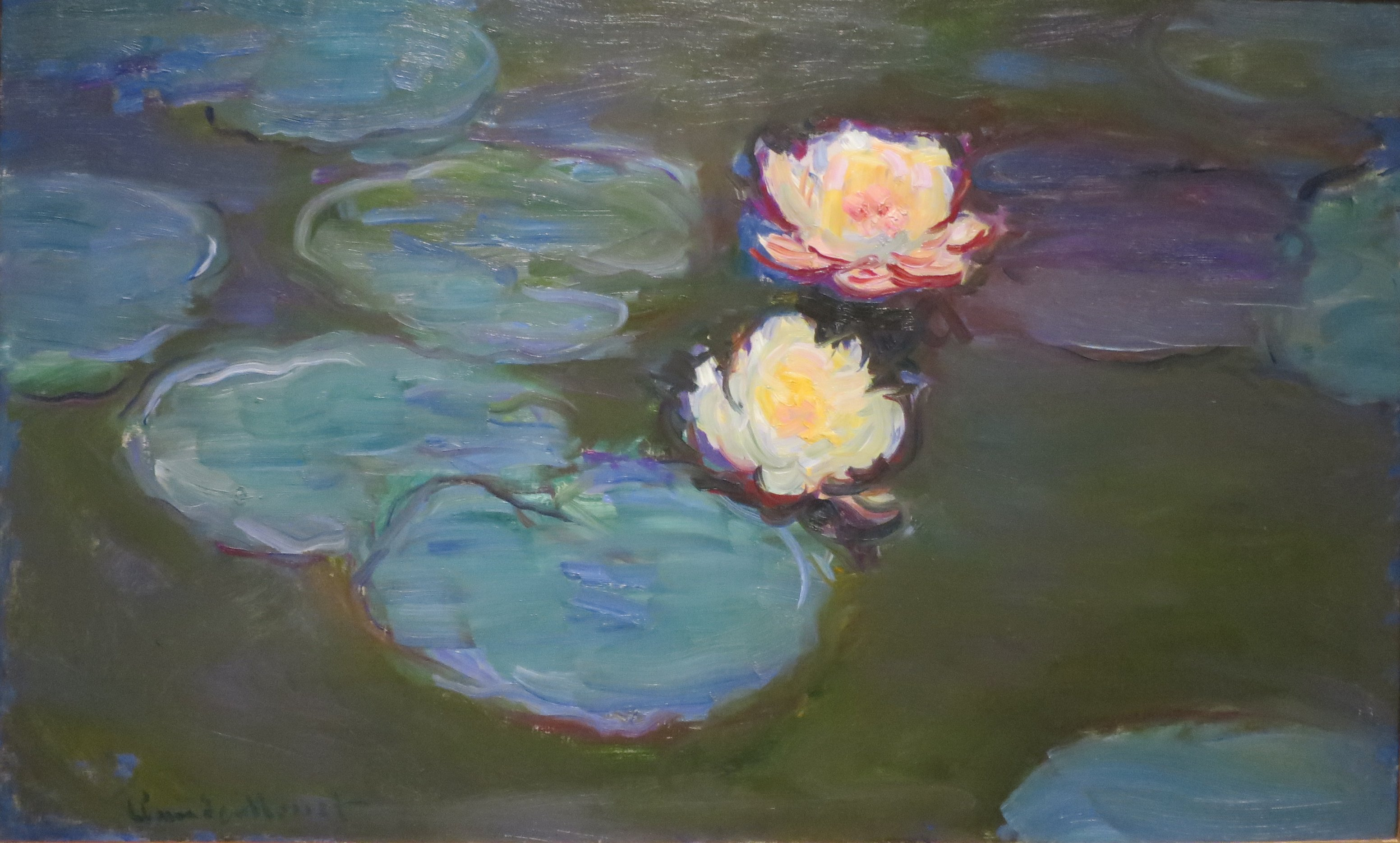
نیلوفرهای آبی بین ۱۸۹۷ و ۱۸۹۸ م. کلود مونه
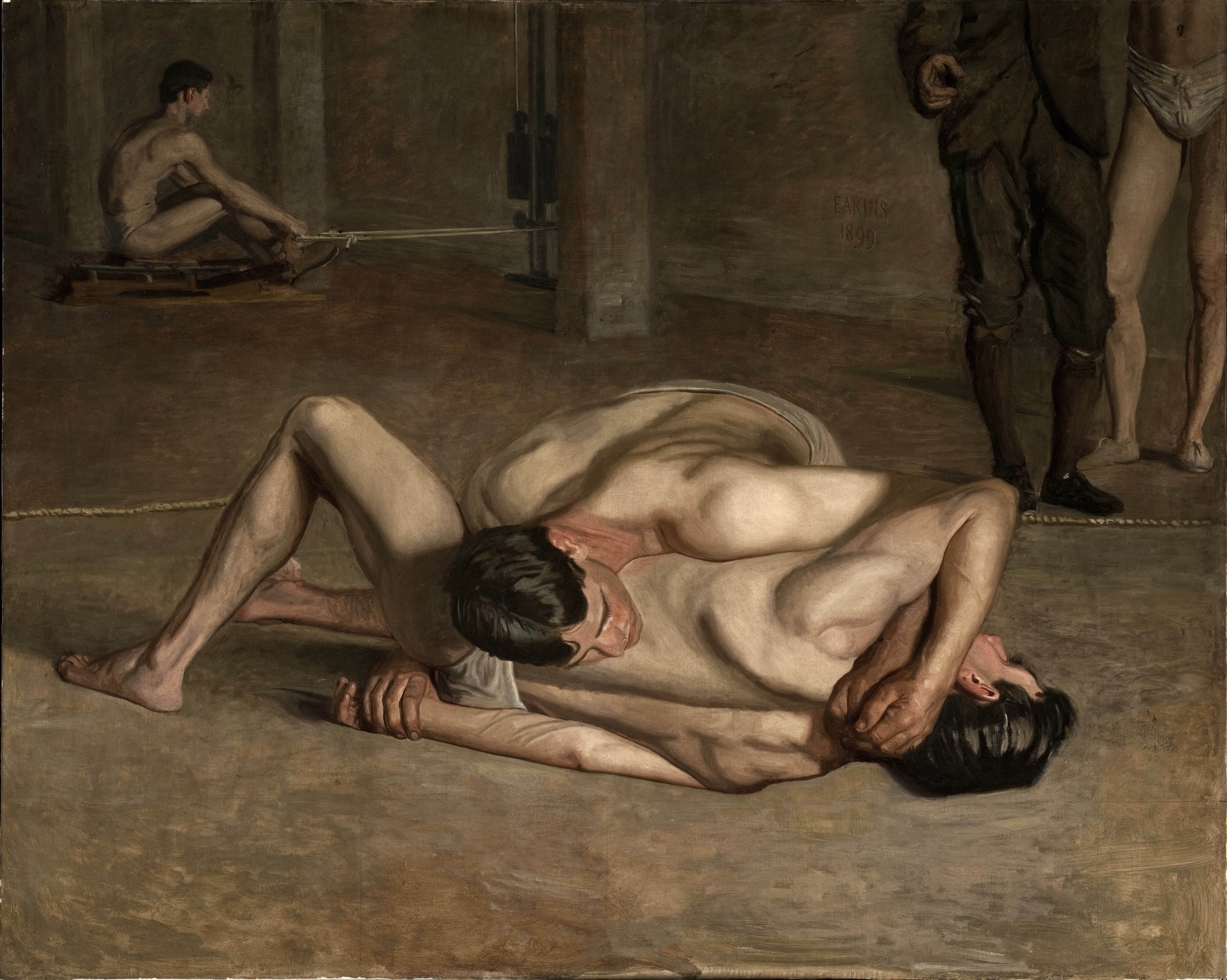
کشتی‌گیرها ۱۸۹۹ م. توماس ایکینز
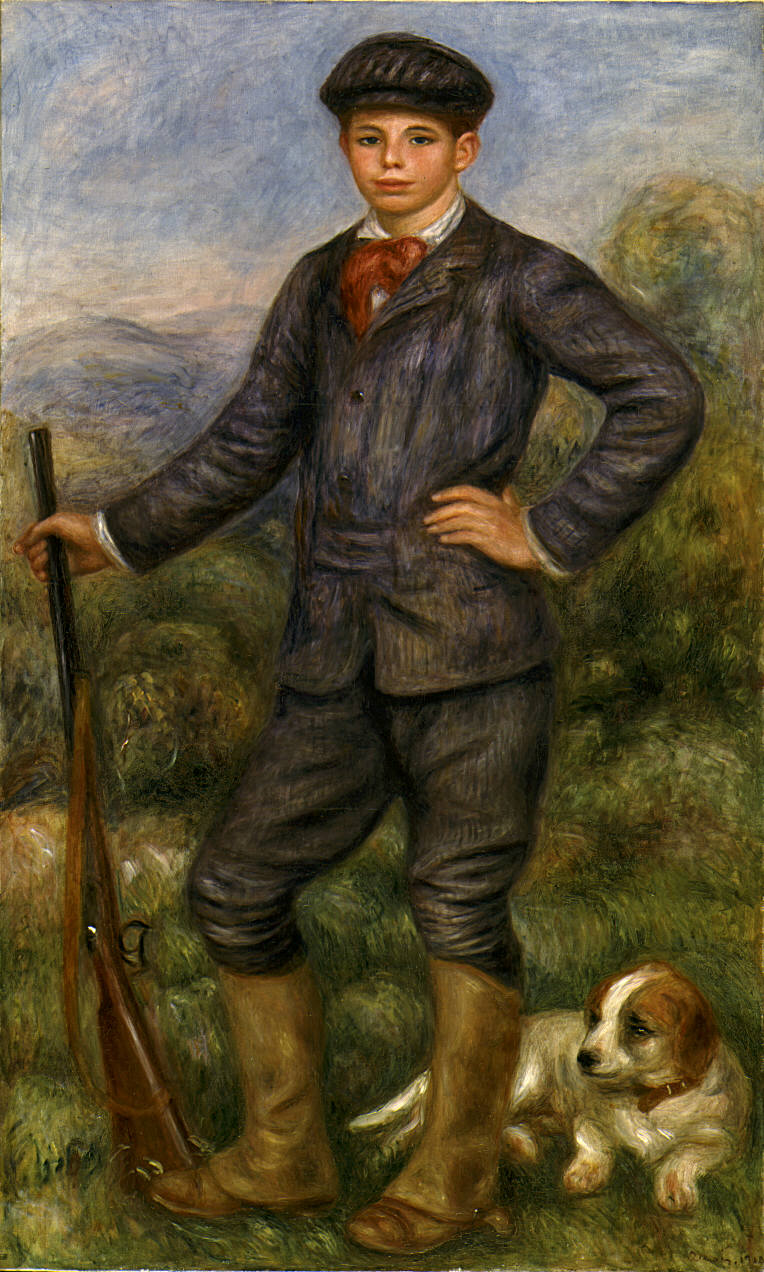
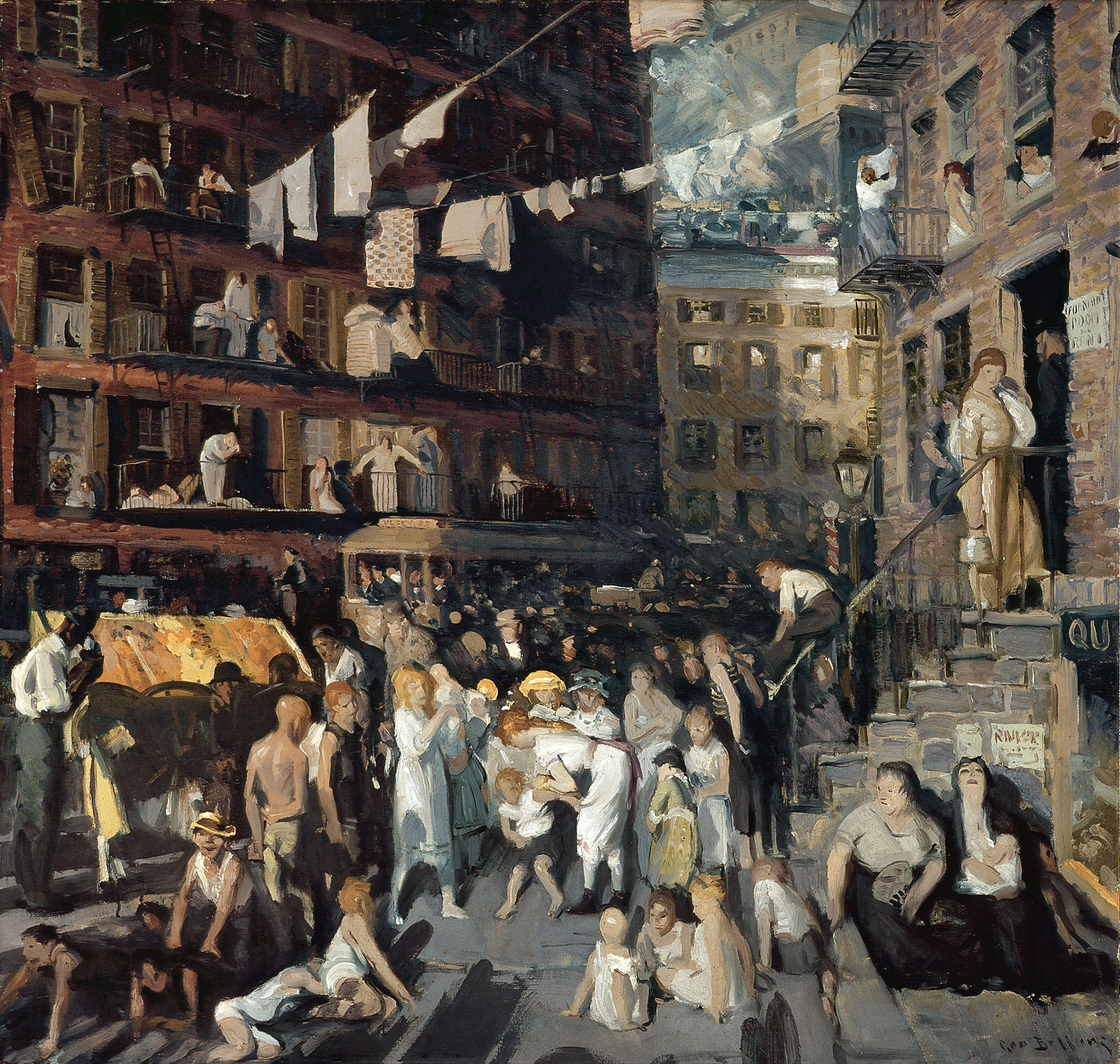
صخره‌نشین‌ها ۱۹۱۳ م. جرج بلوز
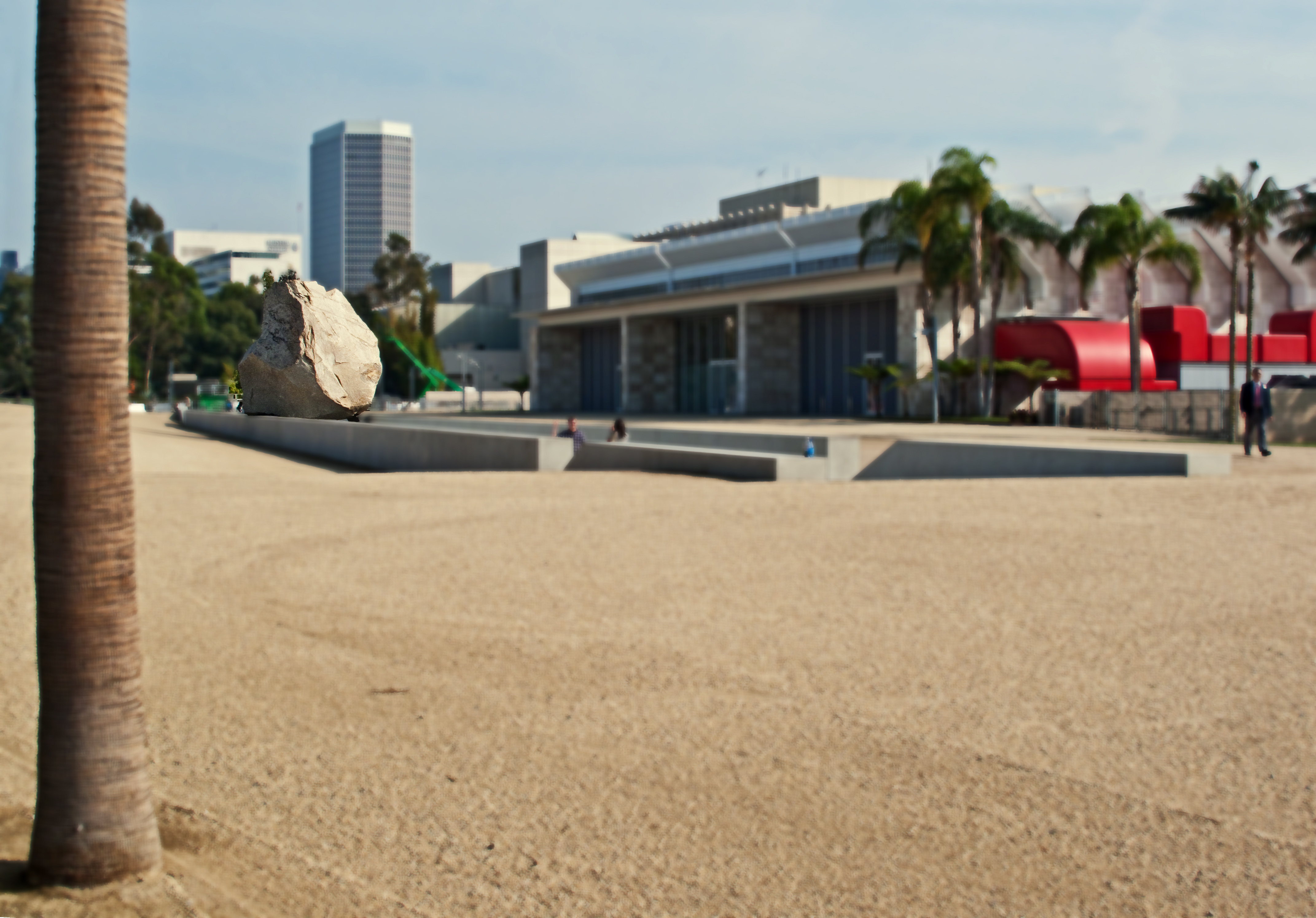
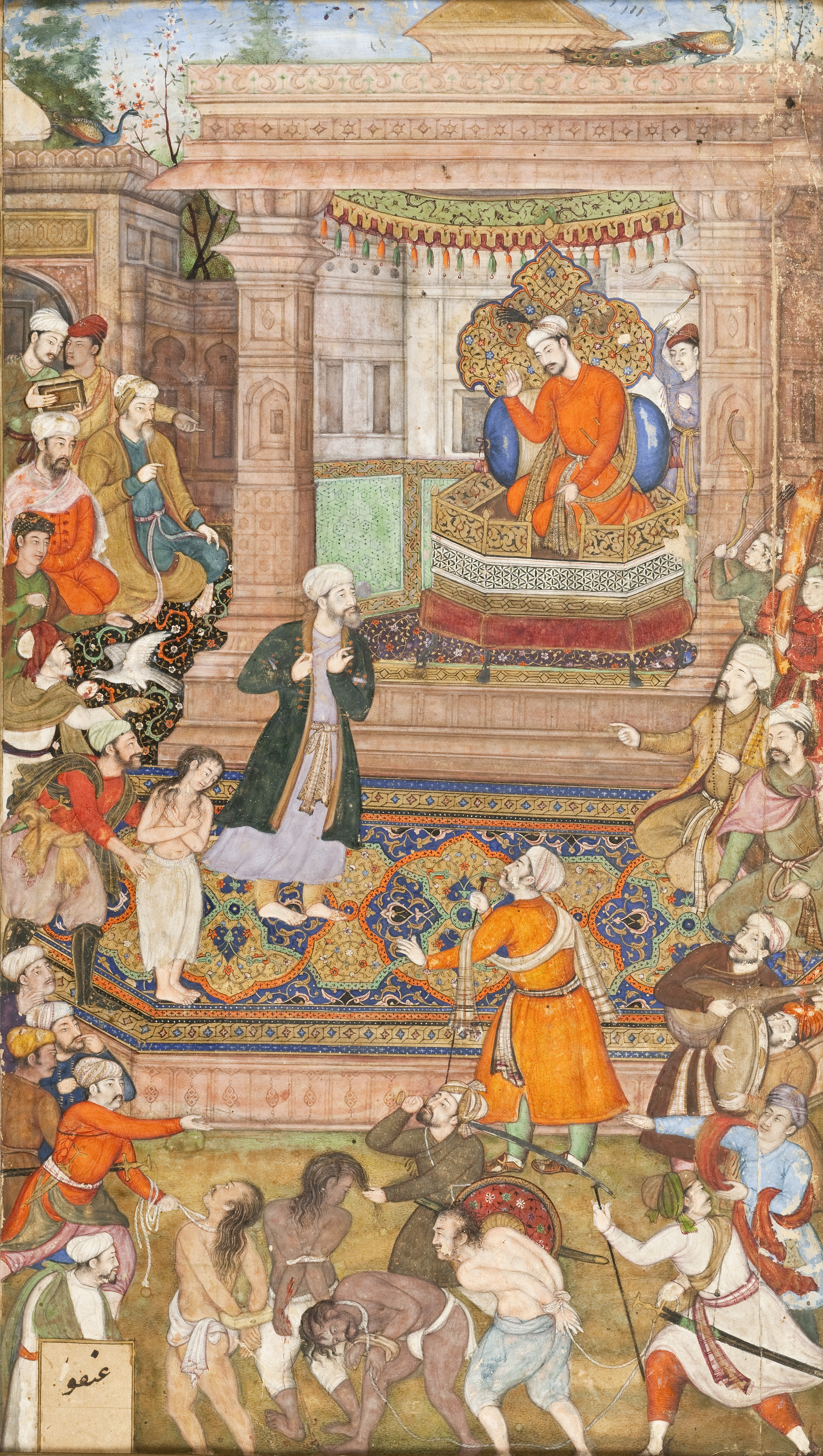
حکایتی از گلستان سعدی ۱۵۹۶ م. باساوان
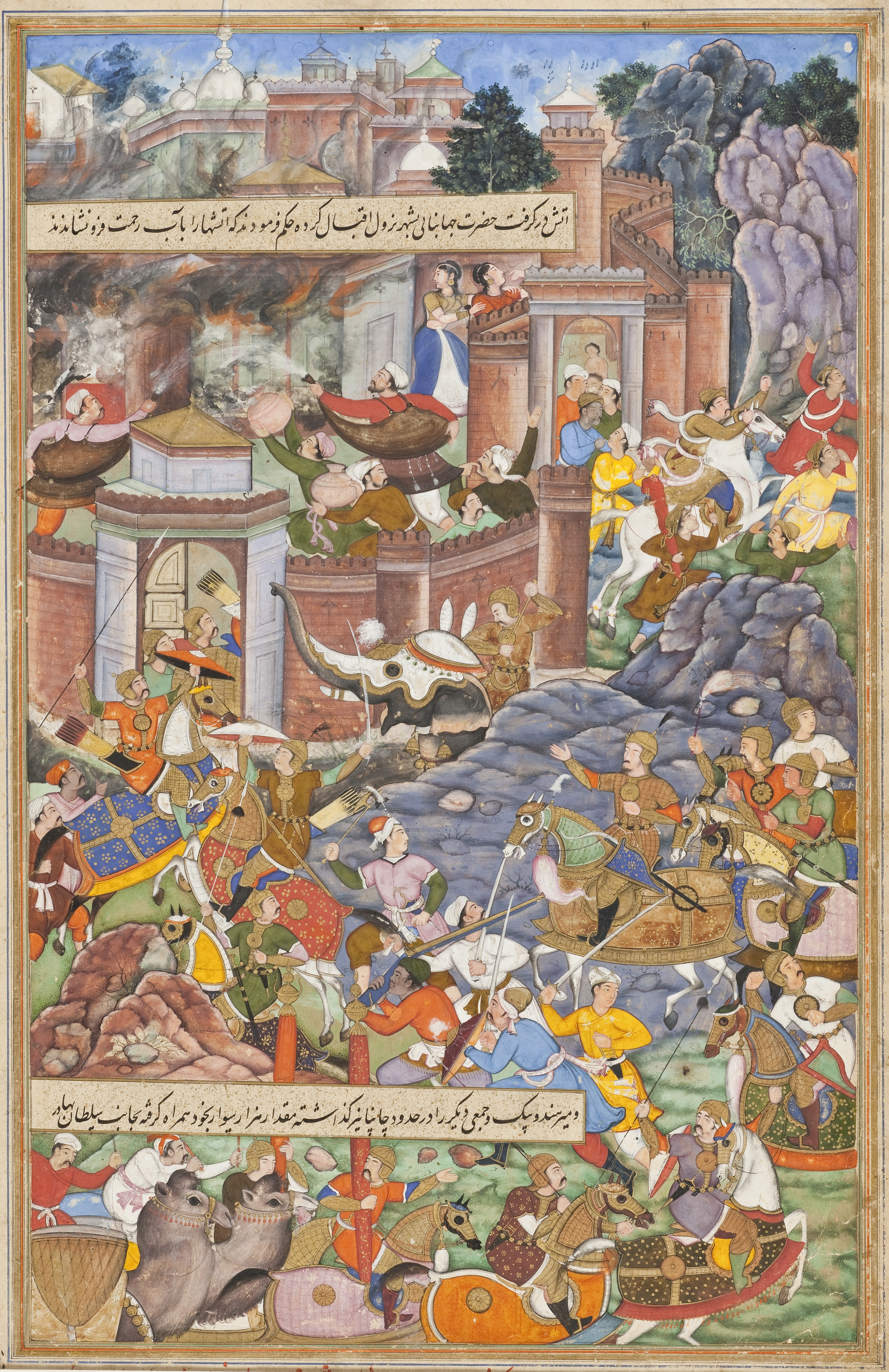
لشگرکشی همایون‌شاه به گُجرات
۱۵۹۰ م.
زرماس